# معركة مدنين
معركة مدنين أو عملية كاپري (بالإنجليزية: Operation Capri)‏ كانت هجوم ألماني مضاد في مدنين (تونس)، يهدف لإحباط وتأخير هجوم الجيش البريطاني الثامن على خط مارث. الهجوم الألماني بدأ في 6 مارس 1943, إلا أنه فشل في تحقيق هدفه وقد الغيت العملية بحلول مغرب نفس اليوم. وعلى مدى اليوم أو اثنين التاليين، انسحبت القوات الألمانية إلى الشمال.

## مقالات ذات صلة
- قائمة معارك الحرب العالمية الثانية

## روابط خارجية
- (بالإنجليزية) History of the New Zealand Division، جامعة فيكتوريا (ويلينغتون).

## بيبليوغرافيا
- محمد حافظ إسماعيل، الحرب العالمية الثانية في البحر المتوسط، دار الكتاب العربي، القاهرة، 1964، الصفحة 227.